# Konvářka (usedlost v Dejvicích)
Konvářka (Zelená zahrada) je zaniklá usedlost v Praze 6-Dejvicích, která stála v Šáreckém údolí pod severním svahem u Šáreckého potoka proti Žežulce. Na jejím místě stojí dům postavený kolem roku 1870.

## Historie
Podbabský chalupník Jiří Janderka získal koncem 17. století od probošta Jana Ignáce Dlouhoveského pole o výměře 1,5 strychu nad Podbabským rybníčkem a platil z něj roční nájem. Jeho syn Jan na něm založil štěpnici a vysadil 72 stromů. Roku 1708 pozemek se souhlasem probošta prodal konváři Ondřeji Janu Dieblovi z Malé Strany, po kterém usedlost dostala jméno.
Rozloha pozemku se měnila od 822 do 1230 sáhů. Od druhé poloviny 18. století do začátku 20. století se místu také říkalo Zelená zahrada.
Po roce 1870 byl Dieblův dům zbořen a na jeho místě postavena vila. K původní Konvářce patřila také budova u vily zbořená roku 1963.